# Changement de nom de communes en France dans les années 1980
Pour des articles plus généraux, voir Changement de nom de communes en France et Changement de nom de communes en France au XXe siècle.
Cet article présente une liste des changements de nom de communes en France dans les années 1980.

## Années 1980

### 1981
13 mars 1981
| Ancienne dénomination | Département          | Nouvelle dénomination     |
| --------------------- | -------------------- | ------------------------- |
| Saint-Paul            | Cantal               | Saint-Paul-de-Salers      |
| La Courtine-le-Trucq  | Creuse               | La Courtine               |
| Lège                  | Gironde              | Lège-Cap-Ferret           |
| Aumont                | Oise                 | Aumont-en-Halatte         |
| Ozenx                 | Pyrénées-Atlantiques | Ozenx-Montestrucq         |
| Sainte-Marguerite     | Seine-Maritime       | Sainte-Marguerite-sur-Mer |
| Montceaux             | Seine-et-Marne       | Montceaux-lès-Meaux       |

6 novembre 1981
| Ancienne dénomination | Département | Nouvelle dénomination |
| --------------------- | ----------- | --------------------- |
| Glux                  | Nièvre      | Glux-en-Glenne        |

### 1983
14 janvier 1983
| Ancienne dénomination | Département         | Nouvelle dénomination |
| --------------------- | ------------------- | --------------------- |
| Messimy               | Ain                 | Messimy-sur-Saône     |
| Saint-Cloud           | Eure-et-Loir        | Saint-Cloud-en-Dunois |
| Pruniers              | Loir-et-Cher        | Pruniers-en-Sologne   |
| Aire                  | Pas-de-Calais       | Aire-sur-la-Lys       |
| Caudiès               | Pyrénées-Orientales | Caudiès-de-Conflent   |
| Vatteville            | Seine-Maritime      | Vatteville-la-Rue     |

17 avril 1983
| Ancienne dénomination | Département       | Nouvelle dénomination  |
| --------------------- | ----------------- | ---------------------- |
| Prat-et-Bonrepaux     | Ariège            | Prat-Bonrepaux         |
| Champagne-de-Blanzac  | Charente          | Champagne-Vigny        |
| Neuvicq-Montguyon     | Charente-Maritime | Neuvicq                |
| Saint-Victor          | Creuse            | Saint-Victor-en-Marche |
| Robiac                | Gard              | Robiac-Rochessadoule   |
| Betbezer              | Landes            | Betbezer-d'Armagnac    |
| Vallinot              | Haute-Marne       | Longeau-Percey         |
| Modern                | Bas-Rhin          | Obermodern-Zutzendorf  |
| Châtenay              | Haute-Saône       | Châteney               |
| Loulans-les-Forges    | Haute-Saône       | Loulans-Verchamp       |
| Longeville            | Vendée            | Longeville-sur-Mer     |

### 1984
13 novembre 1984
Décret du 13 novembre 1984 portant changement de nom de communes.
| Ancienne dénomination                                         | Département          | Nouvelle dénomination |
| ------------------------------------------------------------- | -------------------- | --------------------- |
| Vaudreuil-Ex-Ensemble Urbain (la ville nouvelle de Vaudreuil) | Eure                 | Val-de-Reuil          |
| Bussac                                                        | Charente-Maritime    | Bussac-sur-Charente   |
| Thorigné-sur-Vilaine                                          | Ille-et-Vilaine      | Thorigné-Fouillard    |
| Martigné                                                      | Mayenne              | Martigné-sur-Mayenne  |
| Mauriat                                                       | Puy-de-Dôme          | Moriat                |
| Aïcirits                                                      | Pyrénées-Atlantiques | Aïcirits-Camou-Suhast |
| L'Écluse                                                      | Pyrénées-Orientales  | Les Cluses            |
| Chapéry                                                       | Haute-Savoie         | Chapeiry              |
| Le Petit-Couronne                                             | Seine-Maritime       | Petit-Couronne        |

### 1985
16 janvier 1985
Décret du 16 janvier 1985 portant changement de nom de communes (NOR: ???) publié au Journal officiel no ?? du 18 janvier 1985, page 686.
| Ancienne dénomination     | Département     | Nouvelle dénomination      |
| ------------------------- | --------------- | -------------------------- |
| Bosas                     | Ardèche         | Bozas                      |
| Sari-di-Porto-Vecchio     | Corse-du-Sud    | Sari-Solenzara             |
| Charrey                   | Côte-d'Or       | Charrey-sur-Seine          |
| Cessenon                  | Hérault         | Cessenon-sur-Orb           |
| Saint-Clément             | Hérault         | Saint-Clément-de-Rivière   |
| La Chapelle-aux-Filzméens | Ille-et-Vilaine | La Chapelle-aux-Filtzméens |

5 mai 1985
| Ancienne dénomination | Département | Nouvelle dénomination      |
| --------------------- | ----------- | -------------------------- |
| Aussac                | Charente    | Aussac-Vadalle             |
| Conne-de-la-Barde     | Dordogne    | Conne-de-Labarde           |
| Montplaisant          | Dordogne    | Monplaisant                |
| Saint-Aigne           | Dordogne    | Saint-Agne                 |
| Saint-Naixent         | Dordogne    | Saint-Nexans               |
| Trois-Fontaines       | Marne       | Trois-Fontaines-l'Abbaye   |
| La Chapelle           | Morbihan    | La Chapelle-Caro           |
| Échenans              | Haute-Saône | Échenans-sous-Mont-Vaudois |

### 1986
30 mai 1986
Décret du 30 mai 1986 portant changement de noms de communes publié au Journal officiel du 5 juin 1986, page 7037.
| Ancienne dénomination       | Département         | Nouvelle dénomination        |
| --------------------------- | ------------------- | ---------------------------- |
| Alba                        | Ardèche             | Alba-la-Romaine              |
| Gasville                    | Eure-et-Loir        | Gasville-Oisème              |
| Montsauche                  | Nièvre              | Montsauche-les-Settons       |
| Les Moutiers                | Loire-Atlantique    | Les Moutiers-en-Retz         |
| Roncherolles                | Seine-Maritime      | Roncherolles-sur-le-Vivier   |
| Ruelle                      | Charente            | Ruelle-sur-Touvre            |
| Saint-Hippolyte-le-Graveron | Vaucluse            | Saint-Hippolyte-le-Graveyron |
| Saint-Laurent-et-Benon      | Gironde             | Saint-Laurent-Médoc          |
| Sainte-Colombe              | Nièvre              | Sainte-Colombe-des-Bois      |
| Salses                      | Pyrénées-Orientales | Salses-le-Château            |

### 1987
30 janvier 1987
Décret du 30 janvier 1987 portant changement de nom de communes.
| Ancienne dénomination | Département    | Nouvelle dénomination     |
| --------------------- | -------------- | ------------------------- |
| Antogny               | Indre-et-Loire | Antogny-le-Tillac         |
| Chanteloup            | Seine-et-Marne | Chanteloup-en-Brie        |
| Fontcouverte          | Savoie         | Fontcouverte-la-Toussuire |
| Illat                 | Ariège         | Ilhat                     |
| Neuville              | Indre-et-Loire | Neuville-sur-Brenne       |
| La Salle              | Hautes-Alpes   | La Salle-les-Alpes        |
| Thiron                | Eure-et-Loir   | Thiron-Gardais            |
| Virey                 | Saône-et-Loire | Virey-le-Grand            |

13 mai 1987
Décret du 13 mai 1987 portant changement de nom de communes.
| Ancienne dénomination      | Département   | Nouvelle dénomination  |
| -------------------------- | ------------- | ---------------------- |
| Canéjean                   | Gironde       | Canéjan                |
| Conteville                 | Pas-de-Calais | Conteville-en-Ternois  |
| Labrède                    | Gironde       | La Brède               |
| Montpaon                   | Aveyron       | Fondamente             |
| Saint-Saturnin-d'Apt       | Vaucluse      | Saint-Saturnin-lès-Apt |
| Saint-Sauveur-des-Pourcils | Gard          | Saint-Sauveur-Camprieu |

### 1988
10 mars 1988
Décret du 10 mars 1988 portant changement de nom de communes.
| Ancienne dénomination | Département  | Nouvelle dénomination     |
| --------------------- | ------------ | ------------------------- |
| Beaulieu              | Loiret       | Beaulieu-sur-Loire        |
| Liesse                | Aisne        | Liesse-Notre-Dame         |
| Le Puy                | Haute-Loire  | Le Puy-en-Velay           |
| Saint-Bonnet          | Hautes-Alpes | Saint-Bonnet-en-Champsaur |
| Tournon               | Ardèche      | Tournon-sur-Rhône         |

21 juin 1988
Décret du 21 juin 1988 portant changement de nom de communes.
| Ancienne dénomination | Département             | Nouvelle dénomination    |
| --------------------- | ----------------------- | ------------------------ |
| Damigni               | Orne                    | Damigny                  |
| Digne                 | Alpes-de-Haute-Provence | Digne-les-Bains          |
| Labastide-Clairence   | Pyrénées-Atlantiques    | La Bastide-Clairence     |
| La Motte              | Alpes-de-Haute-Provence | La Motte-du-Caire        |
| Moux                  | Nièvre                  | Moux-en-Morvan           |
| Orbais                | Marne                   | Orbais-l'Abbaye          |
| Roissy                | Seine-et-Marne          | Roissy-en-Brie           |
| Saint-Étienne         | Alpes-de-Haute-Provence | Saint-Étienne-les-Orgues |
| Saint-Geniès-le-Bas   | Hérault                 | Saint-Geniès-de-Fontedit |
| Serrigny              | Côte-d'Or               | Ladoix-Serrigny          |

### 1989
16 août 1989
Décret du 16 août 1989 portant changement de nom de communes.
| Ancienne dénomination | Département          | Nouvelle dénomination            |
| --------------------- | -------------------- | -------------------------------- |
| Antraigues            | Ardèche              | Antraigues-sur-Volane            |
| Lanne                 | Pyrénées-Atlantiques | Lanne-en-Barétous                |
| Montfaucon            | Meuse                | Montfaucon-d'Argonne             |
| Orschwir              | Haut-Rhin            | Orschwihr                        |
| Rimoux                | Ille-et-Vilaine      | Rimou                            |
| Saint-Clément         | Hautes-Alpes         | Saint-Clément-sur-Durance        |
| Sainte-Colombe        | Pyrénées-Orientales  | Sainte-Colombe-de-la-Commanderie |
| Sévignacq-Thèze       | Pyrénées-Atlantiques | Sévignacq                        |
| Tremblay-lès-Gonesse  | Seine-Saint-Denis    | Tremblay-en-France               |
| Villemagne            | Hérault              | Villemagne-l'Argentière          |

Le nom de la commune de Villefranche-sur-Mer est confirmé comme appellation d'usage règlementaire par l'ensemble des services publics et administrations. Villefranche était le nom utilisé par l'INSEE.